# Semabung Baru
Semabung Baru is een bestuurslaag in het regentschap Pangkal Pinang van de provincie Bangka-Belitung, Indonesië. Semabung Baru telt 4362 inwoners (volkstelling 2010).